# 迈克·斯坦斯
迈克·斯坦斯（英語：Mike Staines，1949年5月30日—），美国男子赛艇运动员。他曾代表美国参加1972年和1976年夏季奥林匹克运动会赛艇比赛，其中1976年奥运会获得一枚银牌。